# Juan Velasco de la Cueva y Pacheco
Juan Velasco de la Cueva y Pacheco (1608-1652) fue VIII conde de Siruela y VII señor de la villa de Roa. Hijo de Gabriel de Velasco y la Cueva y Victoria Pacheco, nació en Madrid en 1608 y fue bautizado el 11 de octubre de ese año en la iglesia parroquial de Santiago.

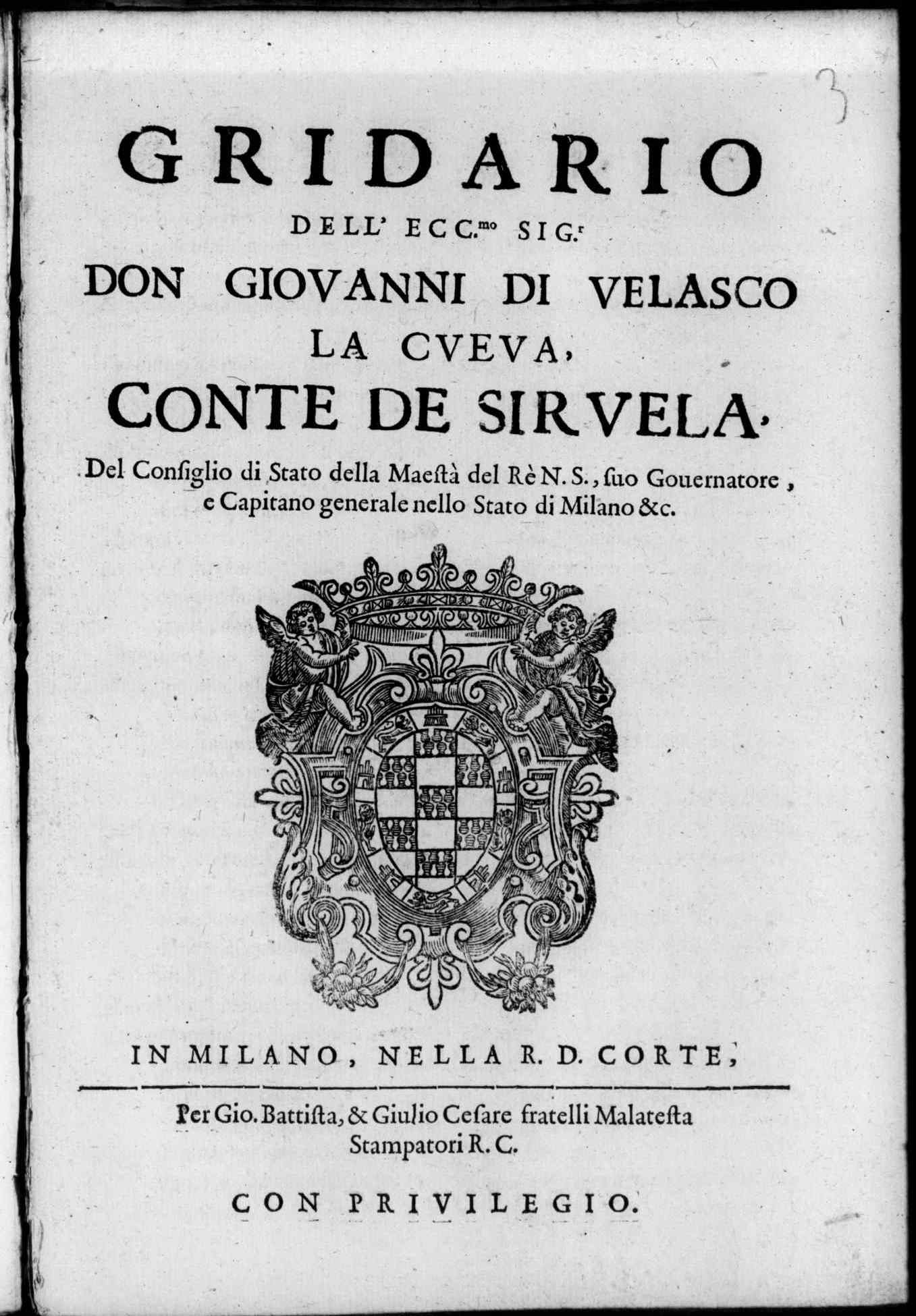
Gridario dell'eccellentissimo signor don Giovanni di Velasco La Cueva, Milán, 1643

Heredó el condado de Siruela y la villa de Roa a la muerte de su padre, en mayo de 1625. El 24 de octubre de 1636 se le concedió el hábito de Calatrava y al año siguiente el rey Felipe IV, con apoyo del conde-duque de Olivares, lo nombró embajador en Génova en sustitución de Felipe de Melo. 
Durante el ejercicio de su cargo, renovó con sus autoridades un tratado anterior que permitía el paso de las tropas hispanas por su territorio e inició conversaciones con el príncipe Mauricio de Saboya.
En 1640 fue nombrado gobernador y capitán general del ducado de Milán por ausencia del marqués de Leganés. Juan de Velasco tomó posesión de su nueva responsabilidad en febrero de 1641, pero dada su falta de conocimientos en el área militar fue reemplazado por el marqués de Velada y regresó a España a mediados de 1643. A finales de ese año, no obstante, consiguió la embajada en Roma. A esta ciudad llegó dos horas antes de reunirse el Cónclave para proceder a elegir un nuevo papa, lo que le permitió presionar a los electores para que eligiesen al candidato apoyado por la Corona española: Giambattista Pamfili, que tomó el nombre de Inocencio X.
En 1645 Juan Velasco propuso al monarca Felipe IV que se eligiese un comisario general de la Compañía de Jesús para la península, a fin de impedir que la Orden quedase en manos de un poder ajeno a los intereses españoles. De regreso a Madrid ese mismo año, fue nombrado gentilhombre de la Cámara del Rey, pero no volvió a desempeñar nunca más ningún otro cargo político al servicio de la Monarquía hispánica. Murió en 1652 sin descendencia ni haberse casado, por lo que el condado de Siruela hubo de recaer en su hermano Gaspar de la Cueva y Pacheco.
Tuvo una gran devoción por las Bellas Letras, fue elogiado por Lope de Vega en su obra Laurel de Apolo y el dramaturgo Juan Pérez de Montalbán lo alabó de «ingenio sutil, profundo y claro», asegurando que fue «poeta lírico, cómico y heroico». De sus composiciones solo se conoce un Soneto, inserto al principio de las Rimas y prosas..., de Gabriel Bocangel y Unzueta, en alabanza de este escritor y de su poema de Leandro y Hero.